# Catastrophe écologique de l’Oder
 (août 2022).

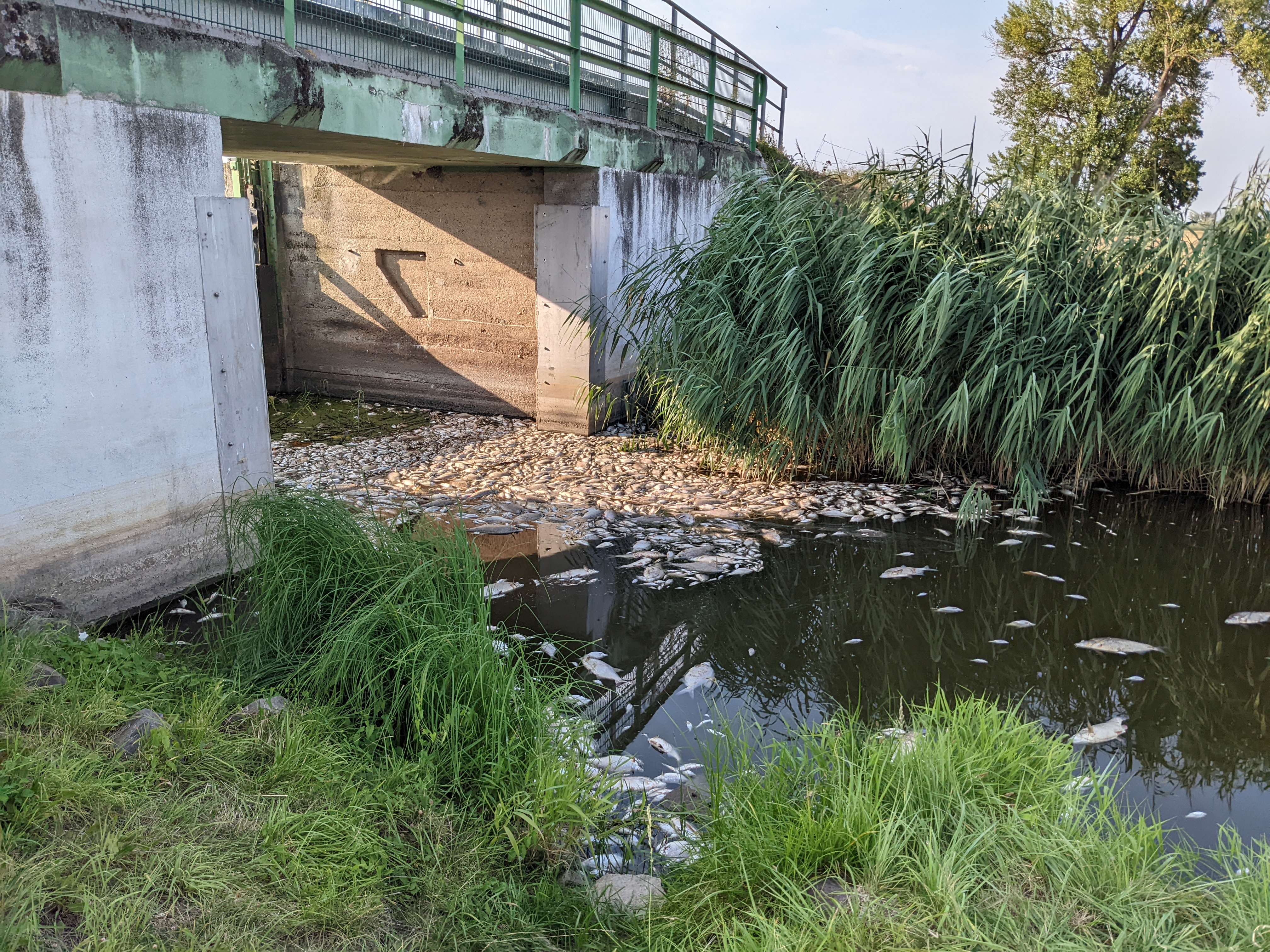
Des poissons morts visibles sur la rivière.

La catastrophe écologique sur l'Oder est une contamination massive de l'environnement, des poissons et d'autres animaux dans le fleuve Oder entre l'Allemagne et la Pologne, survenue à l'été 2022. Cet évènement a entrainé une mortalité massive pour la biodiversité de la rivière, dont, entre autres, les poissons, les castors, les arthropodes.
Cette contamination a eu lieu en juillet et août 2022 le long d'un tronçon de plusieurs centaines de kilomètres du fleuve Oder. Plus de 100 tonnes de poissons morts ont été retirés de la portion polonaise de la rivière, ainsi qu'environ 35 tonnes de la portion allemande.
La réaction lente des autorités polonaises est à la source d'un scandale qui a eu pour résultat le renvoi de fonctionnaires responsables de la gestion des eaux et de la protection de l'environnement. Une récompense d'un million de złoty (environ 210 000 dollars américains ou 210 000 euros en août 2022) a été offerte contre des informations concernant des coupables potentiels.
Le fleuve Oder irrigue un bassin fluvial de 119 074 km² en République tchèque, en Pologne et en Allemagne.

## Causes possibles
Il a été rapidement suspecté que la cause de la mortalité des poissons était un empoisonnement par une substance toxique non-identifiée. Des échantillons d'eau prélevés le 28 juillet ont montré une haute probabilité de présence de mésitylène, mais le gouvernement polonais affirme que ce n'était pas le cas pour des échantillons prélevés le 1er août.
Un laboratoire d'analyse allemand a trouvé des traces de mercure, mais le gouvernement polonais a reporté que leurs tests ont montré qu'un empoisonnement au mercure n'était pas la cause de la mortalité observée. D'après ces derniers, cette mortalité était due à une algue unicellulaire de la classe des Chrysophyceae.